# José Joaquín Rodríguez Zeledón
José Joaquín Rodríguez Zeledón (San José, 6 de enero de 1838 - 30 de noviembre de 1917) fue un abogado, juez y político costarricense que se desempeñó como el 15.° presidente de la República de Costa Rica en el periodo comprendido entre 1890 y 1894.

## Datos personales
Fue hijo de Sebastián Rodríguez Castro y Francisca Zeledón Mora. Aunque su nombre de bautismo era Joaquín José, él firmaba habitualmente como José J. Rodríguez, habitualmente se le conoció como  don José Rodríguez.
Contrajo matrimonio con Luisa Alvarado Carrillo. De este matrimonio nació, entre otros hijos, Manuela Rodríguez Alvarado, esposa de Rafael Iglesias Castro, Presidente de Costa Rica de 1894 a 1902.

## Estudios
Inició estudios de Leyes en la Universidad de San Carlos de Guatemala, pero debido a circunstancias familiares y económicas hubo de interrumpirlos y regresar a Costa Rica. Posteriormente se graduó como licenciado en Leyes en la Universidad de Santo Tomás en San José. Se recibió como abogado ante la Corte Suprema de Justicia el 8 de junio de 1868.
Fue notario mayor de la Curia Eclesiástica de San José de 1877 a 1877 y Presidente del Colegio de Abogados de Costa Rica en 1882, 1888 y 1905.
Además de su desempeño como abogado y funcionario público, dedicó muchos empeños a la agricultura, la ganadería y otras empresas. Fue miembro de la Junta de Caridad de San José.

## Primeros cargos públicos
En 1863 fue elegido Representante suplente por San José, cargo al que renunció en 1864. Sin embargo, su vocación principal era la judicatura y no la política. Fue Registrador General de hipotecas y el 18 de octubre de 1870 el presidente Tomás Guardia Gutiérrez lo designó Magistrado de la Sala Primera de la Corte Suprema de Justicia de Costa Rica, cargo para el cual fue elegido en 1872 por el Congreso como para un período que debía concluir en 1876; pero en 1874 fue cesado en su cargo por decisión del Presidente Guardia. Representó a San José en la Asamblea Constituyente de 1880, que fue disuelta por el presidente Guardia.
Formó parte de la comisión que redactó el Código Civil y el Código de Procedimientos Civiles de 1888 y otras leyes.
En noviembre de 1886 fue designado como Secretario de Relaciones Exteriores y carteras anexas, pero al mes siguiente renunció al cargo, debido a discrepancias con las actuaciones del primer designado Apolinar Soto Quesada, padre del presidente Bernardo Soto Alfaro.
En 1887 fue elegido presidente de la Sala de Casación que inició funciones en 1888. El cargo conllevaba también el de presidente de la Corte Suprema de Justicia de Costa Rica.
El Partido Constitucional Democrático, de orientación conservadora, postuló su candidatura para las elecciones de 1889. En agosto de ese año don José renunció a la presidencia de la Corte Suprema, y en los comicios de primer grado, efectuados en noviembre de 1889, obtuvo una rotunda victoria sobre el aspirante liberal Ascensión Esquivel Ibarra. Su triunfo fue confirmado en las elecciones de segundo grado, que se realizaron el 1 de diciembre de 1890.

## Presidencia (1890-1894)

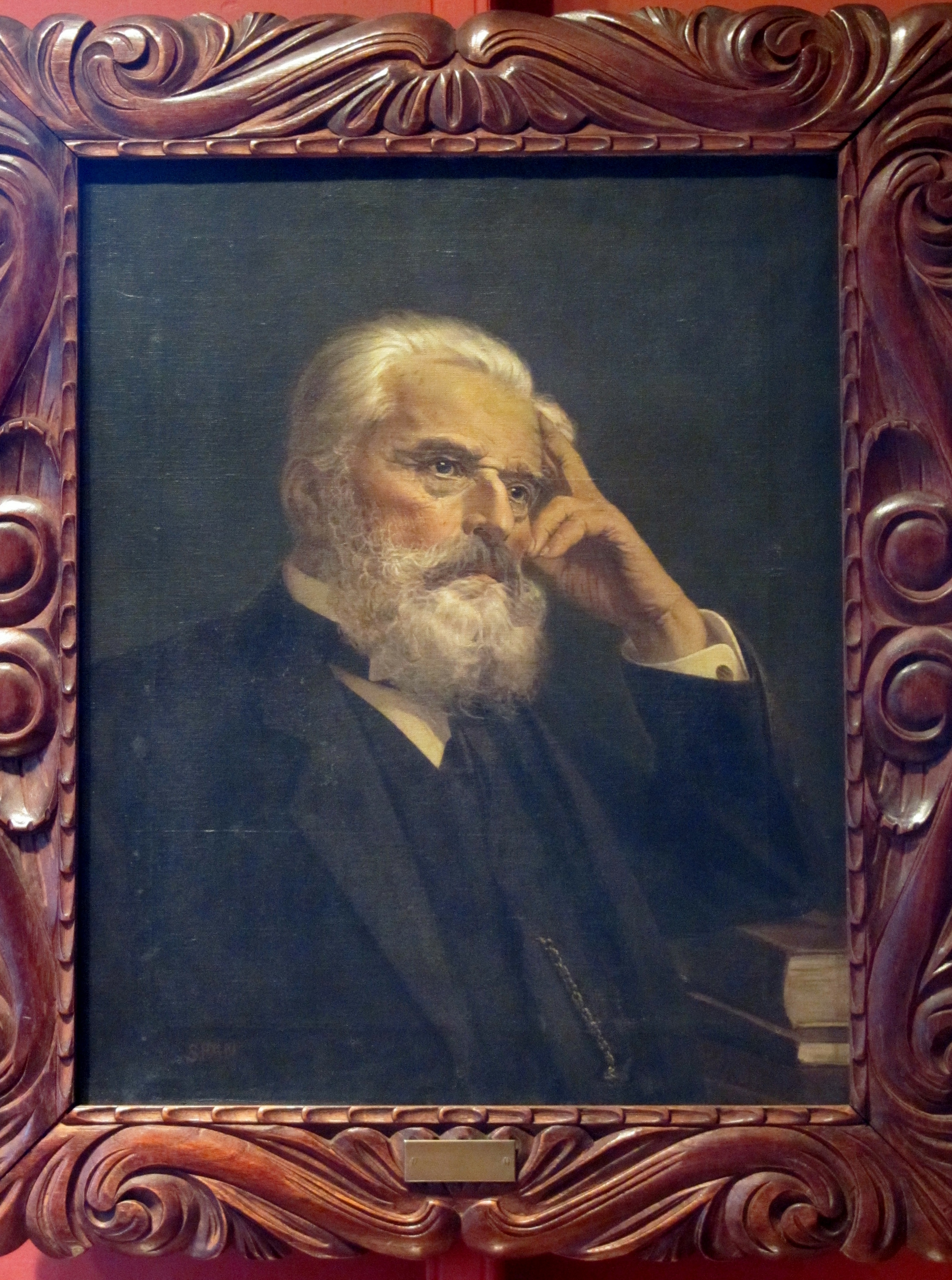
Retrato de José Joaquín Rodríguez Zeledón, por Emil Span.

El 8 de mayo de 1890 José Rodríguez Zeledón asumió la Presidencia de la República, cargo que desempeñó hasta el 8 de mayo de 1894. Durante su mandato (1892), disolvió el Congreso y suspendió los derechos civiles y políticos. Gobernó como un dictador hasta la finalización de su mandato e impuso como sucesor a su yerno Rafael Iglesias Castro.

### Relaciones Exteriores
Durante la administración Rodríguez se trató sin éxito de llevar a cabo la delimitación material de la frontera con Nicaragua, e incluso el 23 de diciembre de 1890 se firmó con ese país el tratado Castro-Guerra, para tratar de dirimir las diferencias sobre la ubicación de los puntos extremos del límite, pero no se ratificó. Otras gestiones sobre el mismo tema no dieron resultado, como tampoco el tratado Castro-Rizo de 16 de noviembre de 1891, que aspiraba a crear una Dieta arbitral para resolver las cuestiones que surgieran entre ambos países. Otros hitos importantes de la política exterior del gobierno de don José Rodríguez fueron la firma del tratado Gutiérrez-Morales de amistad con El Salvador (1890), del tratado Pérez-Zelaya de paz y amistad con Honduras (1891), de la convención León-Páez-Villavicencio sobre canje de publicaciones con Venezuela (1892), del tratado Jiménez-Gámez de extradición con Nicaragua (1893) y del tratado Jiménez Arellano sobre propiedad intelectual con España (1893), pero solo los dos últimos llegaron a ser ratificados.

### Justicia
Se emitieron leyes en julio de 1891 y mayo de 1892 para mejorar el funcionamiento del recurso de casación, y en septiembre de 1892 una nueva ley para regular el jurado.

### Asuntos sociales y de salud
La medida más importante emitida durante la administración Rodríguez en materia social fue un decreto-ley para regular el otorgamiento de jubilaciones y pensiones. Se donó un edificio para establecer un hospital en Alajuela y se otorgaron subvenciones mensuales a los hospitales de Heredia y de Cartago. Se tomaron además diversas medidas para mejorar la higiene pública y para combatir una epidemia de influenza que hubo en octubre de 1893. Le correspondió además al gobierno de don José hacer frente a la emergencia suscitada en octubre de 1891 por una catastrófica crecida del río Reventado, que inundó un sector de la ciudad de Cartago y sus vecindades y causó varias muertes y graves daños materiales.

### Educación
Uno de los ámbitos en que el gobierno de José Rodríguez Zeledón desarrolló mayor actividad fue en el campo educativo, y al respecto, la disposición más importante fue una ley del Congreso que en julio de 1890 restableció la Universidad de Santo Tomás, clausurada en 1888. Sin embargo, el Poder Ejecutivo objetó los estatutos que emitió el Congreso, y eso pospuso de hecho y de modo indefinido la reapertura de la institución. Se quiso no obstante mantener funcionando la carrera de Leyes, y el 2 de marzo de 1891 se dispuso la creación de una Escuela provisional de Derecho bajo la dirección e inspección del Colegio de Abogados. Esta situación habría de mantenerse hasta la creación de la Universidad de Costa Rica, medio siglo después.
Otro de los propósitos que externó desde sus inicios la administración de José Joaquín Rodríguez fue resolver el problema relativo a la educación religiosa, suprimida en 1886. Mediante un decreto de 4 de agosto de 1892, el Poder Ejecutivo dispuso establecer la enseñanza religiosa católica en la educación primaria, cuyas disposiciones precisó y amplió en un acuerdo del 18 del mismo mes. El 2 de septiembre se emitió otro acuerdo dirigido a establecer la enseñanza religiosa católica en la Sección Normal del Liceo de Costa Rica y en el Colegio de Señoritas.
Una realización muy importante de este gobierno en materia educativa fue la creación de escuelas nocturnas para adultos en las cabeceras de provincia y de cantón. Se reorganizó la segunda enseñanza, se crearon bibliotecas en las escuelas públicas, se mandó imprimir la obra Elementos de Historia de Costa Rica de Francisco Montero Barrantes y se la adoptó como texto para escuelas y colegios; se abrieron nuevas escuelas primarias en diversos lugares, se contrató en Bélgica la fabricación de un edificio metálico destinado a las escuelas graduadas de San José y se dispuso la creación de bibliotecas públicas en Cartago y Heredia. 
Durante el gobierno de Rodríguez, el Congreso creó los cantones de Goicoechea y Limón; se reorganizó la policía y, con motivo de la celebración del cuarto centenario de la llegada de Cristóbal Colón a América, se declaró fiesta nacional el día 12 de octubre.

### Obras públicas, fomento y colonización

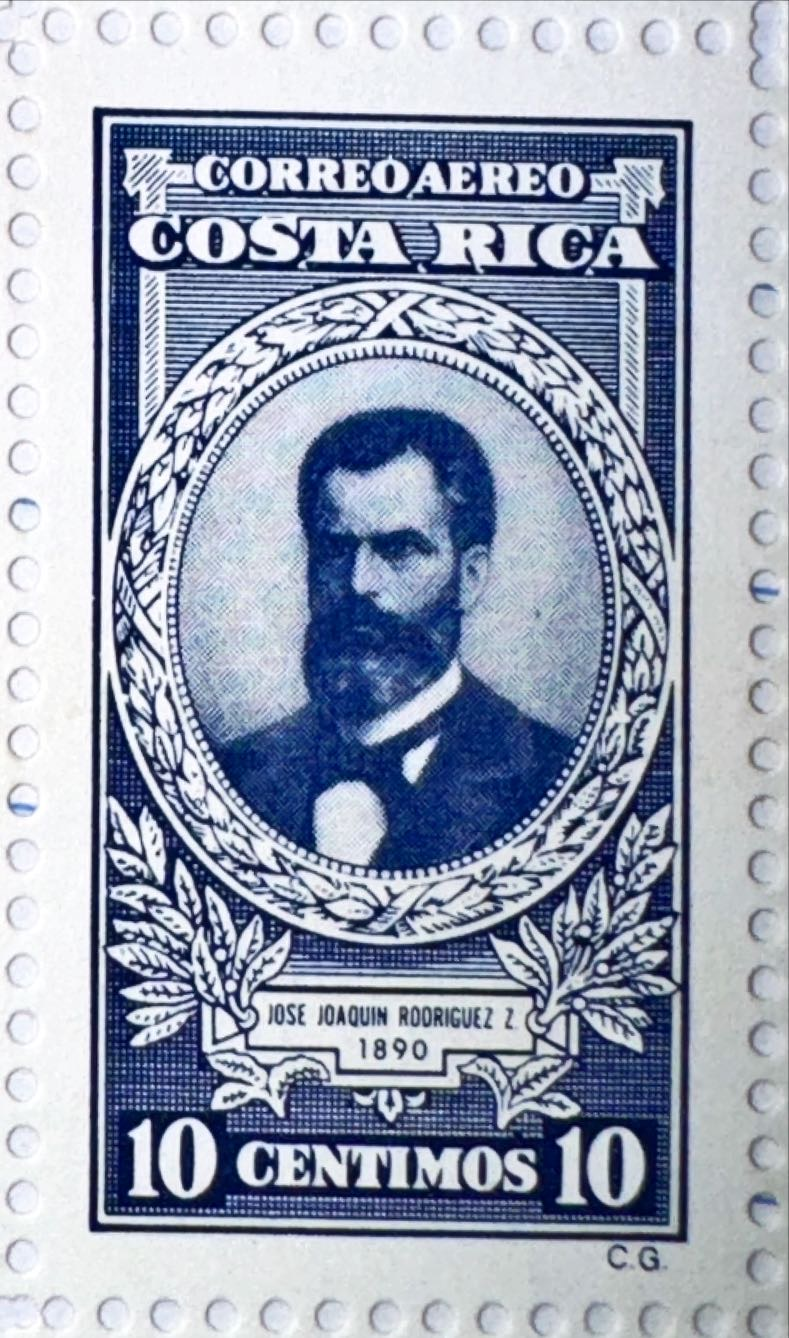
Estampilla del Presidente Rodríguez emitida en 1979.

La actividad del gobierno de Rodríguez en materia de obras públicas, fomento y colonización fue copiosa y de importantes proyecciones para el futuro del país.
El hecho más relevante del cuatrienio 1890-1894 fue la conclusión de las obras del ferrocarril al Atlántico, tarea iniciada desde la época del Presidente Guardia y culminada el 7 de diciembre de 1890 por el empresario estadounidense Minor Cooper Keith. Con este se firmaron varios contratos importantes en materia de obras públicas, entre ellos el Lizano-Keith de 28 de julio de 1891 para el establecimiento de servicio de alumbrado eléctrico en los edificios públicos y el León-Páez-Keith de 28 de marzo de 1892 para las obras de saneamiento del puerto de Limón, que incluían construcción de un tajamar, rellenos, desagües, cañerías y pavimentación de las calles. Otro hecho sobresaliente de su gobierno fue el inicio de la construcción del Teatro Nacional, que fue inaugurado en 1897, y la conclusión de la sede del Colegio Superior de Señoritas.
También le correspondió inaugurar el 15 de septiembre de 1891 del monumento dedicado en Alajuela a Juan Santamaría, y disponer que el Monumento Nacional de Costa Rica se ubicase en la Plaza de la Estación (hoy Parque nacional). Se firmaron contratos para dotar de nuevas instalaciones al Mercado de Alajuela y para establecer el alumbrado eléctrico en Cartago, un servicio de vapores entre Puntarenas y Golfo Dulce, el servicio telefónico en San José y otras poblaciones y un servicio de tranvías en la ciudad de San José. Se apoyaron los esfuerzos de colonización en el actual cantón de San Carlos, y se asignaron tierras a la aldea de ese nombre –la actual Ciudad Quesada- para distribuirla entre los pobladores. Se firmó el contrato Lizano-Maceo de 13 de mayo de 1891 para traer familias cubanas a desarrollar una colonia agrícola en Nicoya.

### Hacienda
En materia hacendaria, durante la administración Rodríguez se dictaron medidas tendientes a liberalizar el cultivo del tabaco, se puso fin al privilegio de la cuádruple emisión concedido en 1888 al Banco de Costa Rica (entonces Banco de la Unión), y se prohibió por seis meses la exportación de plata, para tratar de remediar la escasez de moneda acuñada de ese metal.

## Cargos posteriores
De 1894 a 1898, durante la primera administración de su yerno don Rafael Iglesias Castro, fue Primer Designado a la Presidencia y de 1898 a 1902 fue nuevamente Presidente de la Sala de Casación y de la Corte Suprema de Justicia de Costa Rica.

## Fallecimiento
Falleció en San José, el 30 de noviembre de 1917 a los 79 años de edad.
El escritor Jorge Sáenz Carbonell publicó en 2011 una biografía suya con el título de El Canciller Rodríguez.
| Predecesor: Vicente Sáenz Llorente 1887-1888            | Presidente de la Corte Suprema de Justicia de Costa Rica 1888-1889 | Sucesor: Vicente Sáenz Llorente 1889-1890  |
| Predecesor: Carlos Duran Cartín 1889-1890 (Provisional) | 15° Presidente de Costa Rica 1890-1894                             | Sucesor: Rafael Iglesias Castro 1894-1902  |
| Predecesor: Manuel Jiménez Oreamuno 1894-1898           | Presidente de la Corte Suprema de Justicia de Costa Rica 1898-1902 | Sucesor: Manuel Jiménez Oreamuno 1902-1904 |